# Shailendra Kumar Upadhyaya
Shailendra Kumar Upadhyay Dahal (en nepalí, शैलेन्द्र कुमार उपाध्याय}}) (17 de abril de 1929 – 9 de mayo de 2011) fue un político nepalí. Fue Ministro de Asuntos Exteriores del Nepal de 1986 a 1990. Fue embajador del Nepal y Representante permanente de las Naciones Unidas de 1972 a 1978.También ocupó los cargos de Ministro de Defensa, Ministro del Interior, y Asesor Real.
Upadhyay nació en el exilio en Karnol, Saheb Ganj, India, debido a la toma de Kshatriya del gobierno nepalí en 1846. Murió al sufrir mal de altura en el campamento base el 9 de mayo de 2011, en el intento de ser la persona más mayor en escalar el Monte Everest.